# Marche (metropolitana di Torino)
Marche è una fermata della metropolitana di Torino, sita in corso Francia, all'incrocio con via Eritrea e corso Marche ed è la prima fermata nel territorio comunale di Torino.

## Storia
La fermata è stata inaugurata nel febbraio 2006.
Le vetrofanie nella banchina di partenza e di arrivo rappresentano scene futuristiche, e sono opera di Ugo Nespolo.

## Interscambi
La stazione consente l'interscambio con la rete di superficie GTT.

## Servizi
- Scale mobili
- Ascensori
- Biglietterie Automatiche